# Naturschutzgebiet Auf der Burg

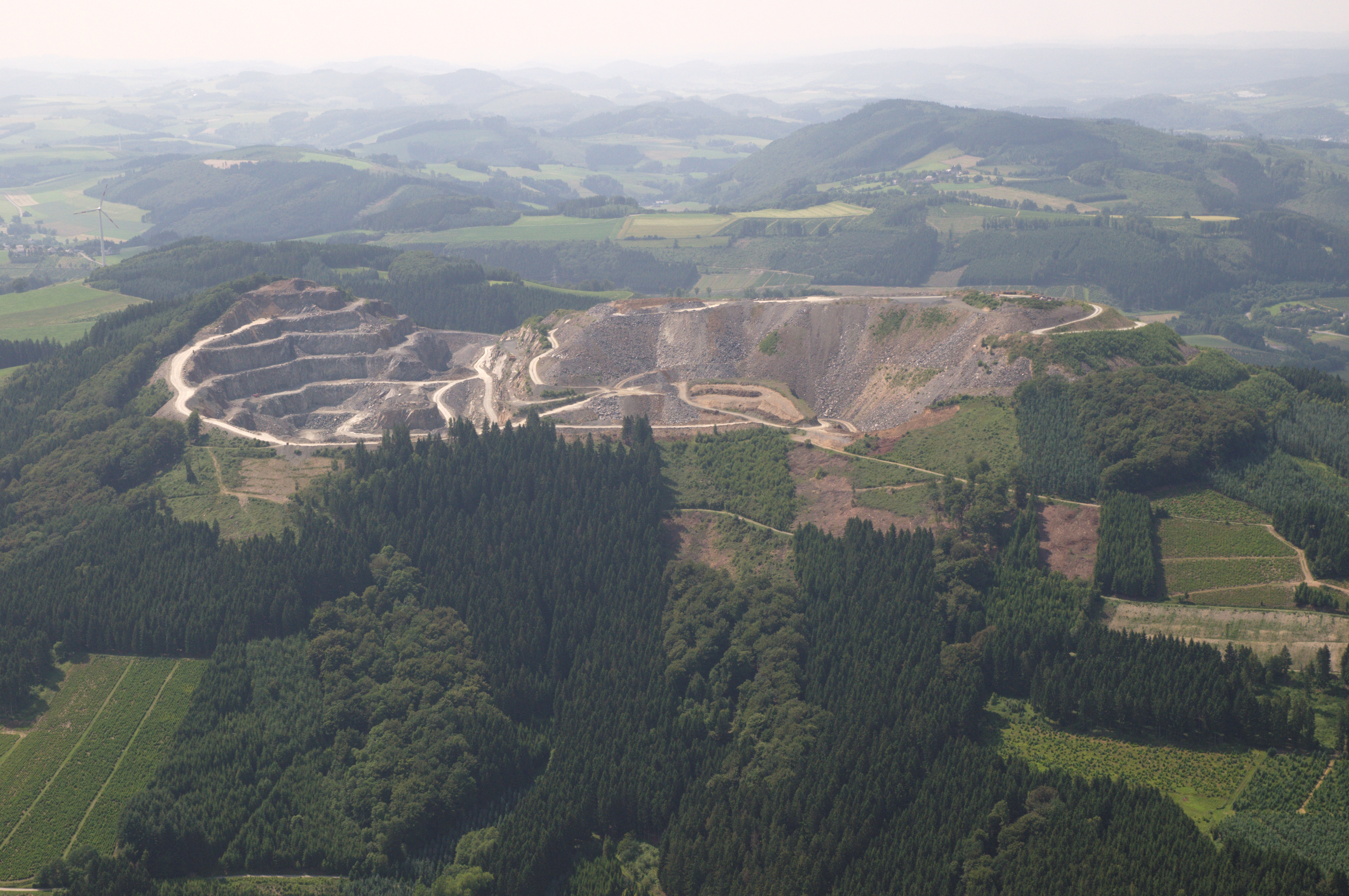
NSG Auf der Burg befindet sich am linken Steinbruchrand (2013)

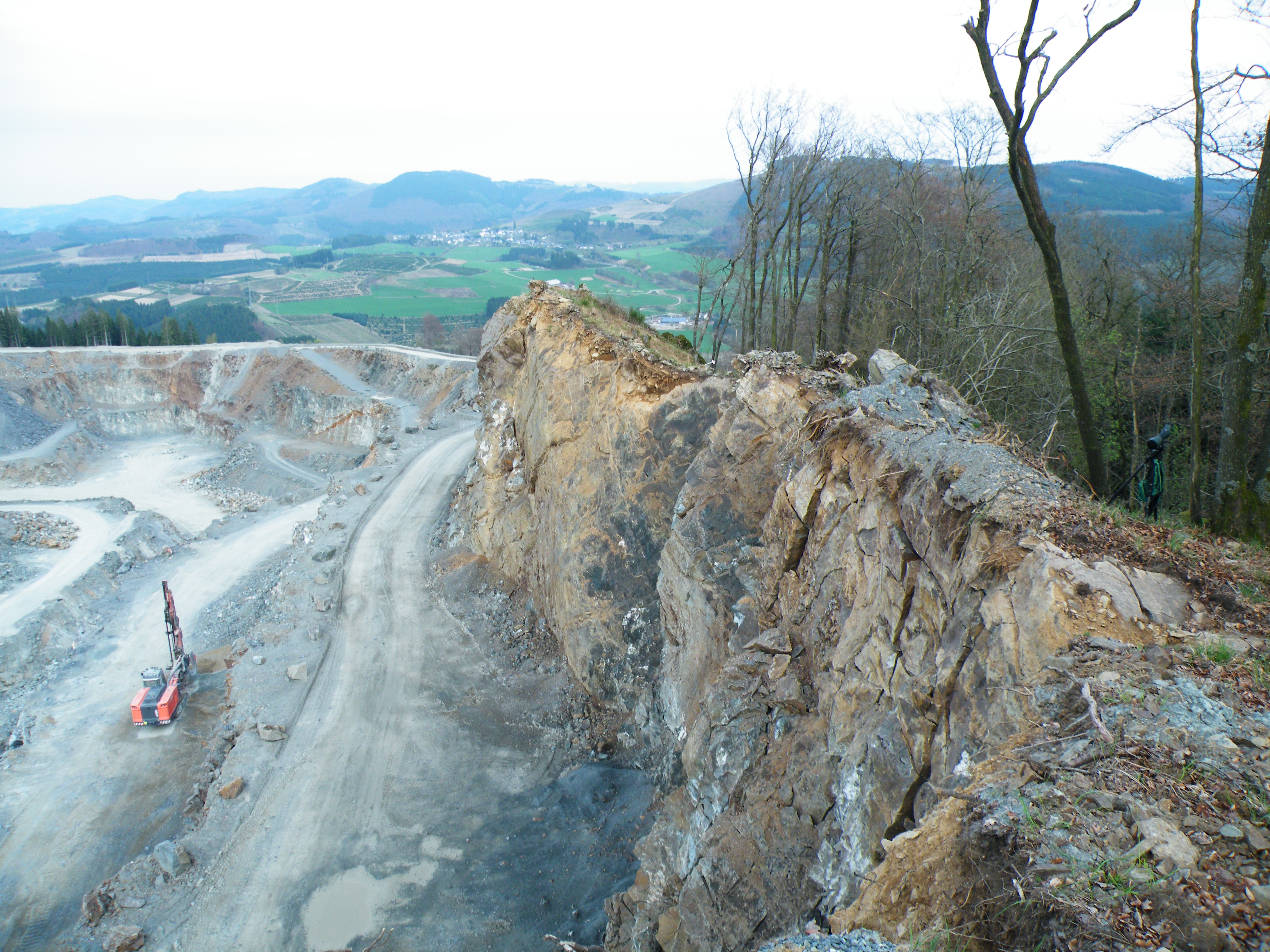
Nordostrand NSG Auf der Burg mit angrenzenden Steinbruch und der Landschaft im Osten des NSG

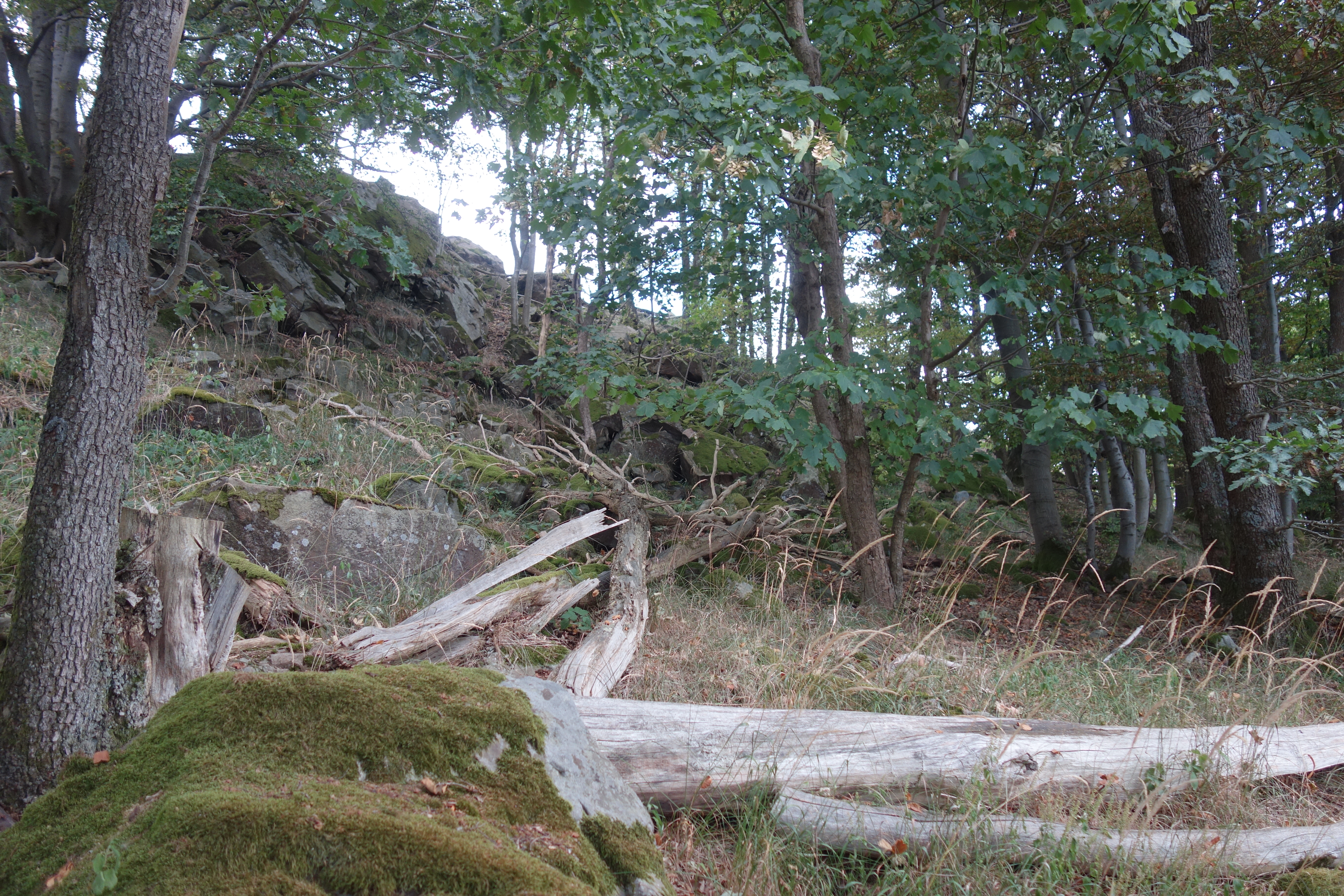
NSG Auf der Burg

Das Naturschutzgebiet Auf der Burg mit einer Größe von 1,38 ha liegt nördlich von Berlar im Gemeindegebiet von Bestwig. Das Gebiet wurde 2008 mit dem Landschaftsplan Bestwig durch den Hochsauerlandkreis als Naturschutzgebiet (NSG) ausgewiesen. Der Landschaftsplan enthält eine Befristung der Ausweisung. Der Regionalplan sieht die NSG-Fläche als „Bereich für die oberirdische Gewinnung von Bodenschätzen“ vor. Dies bedeutet, dass NSG bei vorliegen einer Genehmigung der Unteren Umweltschutzbehörde als Steinbruch genutzt werden darf und damit weggesprengt wird.

## Gebietsbeschreibung
Beim NSG handelt es sich um Diabas-Felsen, Felsblöcken und übererdeter Blockhalde mit krüppelhafter Eiche-dominierter Bestockung. Es kommt vereinzelt die Bergulme vor. Das NSG hat eine standorttypische Farn- und Moosflora. Im Östlichen Bereich stark vergrast und niederwaldartig bestockt. Direkt am Rand des NSG befindet sich der Steinbruch Halbeswig der Diabaswerk Halbeswig GmbH & Co. KG.

## Pflanzenarten im NSG
Vom Landesamt für Natur, Umwelt und Verbraucherschutz Nordrhein-Westfalen dokumentierte Pflanzenarten im Gebiet: Berg-Ahorn, Echter Wurmfarn, Einblütiges Perlgras, Hain-Greiskraut, Hainbuche, Quirlblättrige Weißwurz, Rotbuche, Salbei-Gamander, Trauben-Eiche, Trauben-Holunder, Wald-Reitgras. 

## Schutzzweck
Wie bei allen Naturschutzgebieten in Deutschland wurde in der Schutzausweisung darauf hingewiesen, dass das Gebiet „wegen der Seltenheit, besonderen Eigenart und Schönheit des Gebietes“ zum Naturschutzgebiet wurde. Der Landschaftsplan führt zum Schutzzweck des NSG auf: „Erhaltung eines geogen bedingten Sonderstandortes wegen der besonderen Eigenart der gestaffelten Klippen und ihres bizarren Gehölzaufwuchses im Landschaftsbild; Sicherung der autochthonen Flora des Gebietes als potenzieller Genpool für die spätere Wiederbesiedlung des angrenzenden Abgrabungsgeländes; Schutz dieser landschaftlichen Funktionen vor nutzungsbedingten Eingriffen; Erhaltung eines natürlichen Diabasaufschlusses aus erdgeschichtlichen Gründen.“